# Лунд
Лунд (швед. Lundⓘ, [lɵnd]) — місто на півдні Швеції, у лені Сконе. Станом на 2010 рік, населення міста складає 91 940 осіб; населення комуни — 121 510. Місто є адміністративним центром однойменної комуни. Вважається, що місто засновано у 990 році, коли ці землі належали Данії. Згодом ця область стала християнським центром Північної Європи. Починаючи з 1103, тут була резиденція архієпископа. У центрі міста знаходиться Лундський кафедральний собор, побудований приблизно у 1090—1145 роках.
Лундський університет, заснований у 1666 році сьогодні є однією із найбільших в Скандинавії навчальною та дослідницькою інституцією. Ботанічний сад Лундського університету, заснований у 1690 році, є одним із найстаріших у Швеції.

## Історія
Досі вважалося, що місто заснував Кнуд Великий приблизно 1020 року. Але недавні археологічні розкопки дозволили припустити, що цю подію належить датувати 990 роком, коли мешканці поселення Уппокра (швед. Uppåkra) перебралися на місце нинішнього Лунда завдяки королю Свену Вилобородому. Відстань від Уппокри до Лунда всього 5 км, але Лунд стоїть на височині й по той бік фіорда, а тому краще захищений.

## Географія
Лунд розміщений у найбільшому у Швеції сільськогосподарському районі, на південному заході Швеції, у менш, як 10 кілометрах від піщаного берега протоки Ересунн.
З деяких найвищих точок міста можна розгледіти Копенгаген, столицю Данії. Однак, Лунд віддалений від багатьох інших важливих міст Швеції: у близько 250 кілометрах від Гетеборга, 600 км від Стокгольма та 1200 км від Умео. Щоправда, місто Мальме знаходиться лише на відстані у 15 км.

## Транспорт

### Автошляхи
Лунд увійшов у мережу автошляхів 1953 року, коли навколо міста збудували першу в Швеції автомагістраль.

### Залізниця

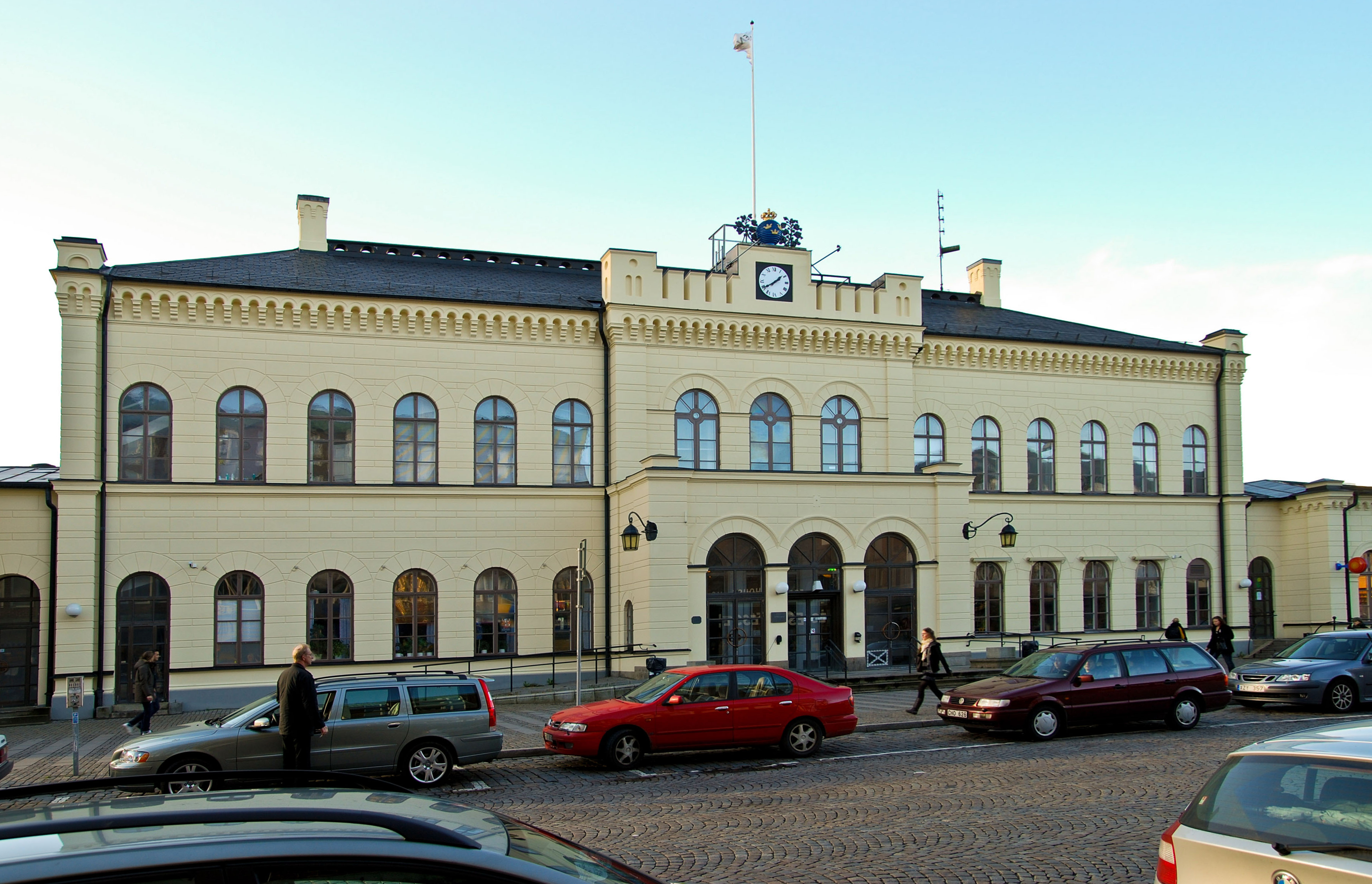
Центральний залізничний вокзал Лунда

Лунд є залізничним вузлом і добре обслуговується залізничним транспортом. 
Провідна залізнична станція — Лунд-Центральний, є третьою за пасажирообігом залізничною станцією Швеції, у 2013 році вона обслугувала близько 37 000 пасажирів на день. 

Інша, менша станція обслуговує передмістя Ганнесбу на північному заході міста. 
Лунд знаходиться на Södra stambanan, яка сполучає Мальме та Стокгольм, з моменту її відкриття в 1856 році.
Västkustbanan до Гетеборга відгалужується від Södra stambanan на північ від Лунд-Центральний. 
Таким чином, є пряме сполучення з усіма трьома найбільшими містами Швеції, а також з Копенгагеном і Гельсінгером через Ересуннський міст. 
Залізничні послуги до Данії, а також в межах Сконе та сусідніх ленів надаються в основному Øresundståg. 
Ці поїзди експлуатуються спільно Skånetrafiken в  Сконе та Danske Statsbaner в Данії. 
Послуги на великі відстані, зокрема до Стокгольма, надає SJ AB. 
Місцевий рух, в межах Сконе, обслуговується Pågatågen.

### Трамвай

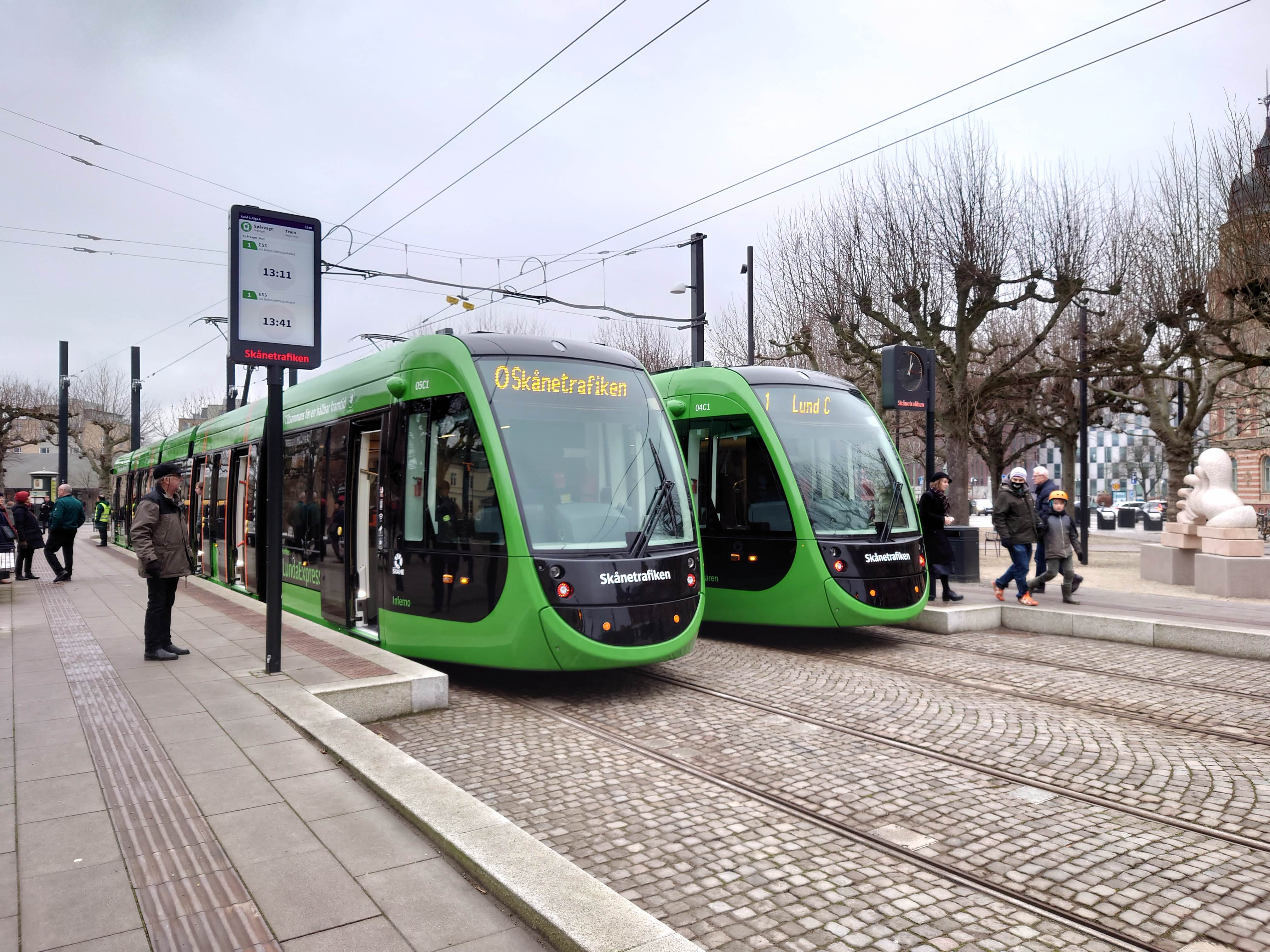
Лундський трамвай

Лундський трамвай — найсучасніша та наймолодша система в Швеції, яка відкрита 12 грудня 2020 року, а регулярний рух розпочався 13 грудня 2020 року. Протяжність системи складає всього 5,5 км.

### Аеропорт
Жителі лену Сконе переважно користуються копенгагенським аеропортом Каструп, що за 45 хвилин електричкою від Лунда. Для авіаподорожей у межах Швеції мешканцям Лунда доступний аеропорт Стуруп у Мальме. На південь від Лунда є злітно-посадкова смуга Гассланд, яку використовують здебільшого для приватних і чартерних рейсів.

## Промисловість
У Лунді розташовано штаб-квартиру компанії Tetra Pak, працює науково-дослідний центр компанії Sony Mobile, попередньо — Sony Ericsson. Медичну промисловість представляють фірми Medicon Village[недоступне посилання з липня 2019] і Gambro.

## Міста-побратими
- Виборг (Данія), Данія
- Гаммар, Норвегія
- Порвоо, Фінляндія
- Далвік, Ісландія
- Невер, Франція
- Леон, Нікарагуа
- Грайфсвальд, Німеччина
- Забже, Польща
- Рівне, Україна[9]

## Відомі городяни
- Андрес Ретціус (1796—1860) — шведський анатом і натураліст, професор анатомії і керівник Каролінського інституту в Стокгольмі
- Елін Вагнер (1882—1949) — шведська письменниця, журналістка.
- Стіг Рамель (1927—2006) — шведський барон, посадова особа, бізнесмен, письменник і виконавчий директор Нобелівського фонду 1972—1992
- Макс фон Сюдов (1929—2020) — актор.